# ДГИ
Управление разведки, ДИ (DI, Dirección de Inteligencia) — кубинская спецслужба.
Была создана в конце 1961 года, также известна под аббревиатурой G2 (хе дос). Первым руководителем стал Мануэль Пиньейро Лосада, один из лидеров Кубинской революции. DI отвечает за сбор всей внешней разведки и включает шесть подразделений, разделенных на две категории: оперативные подразделения и подразделения поддержки.

## Вербовка
Новых сотрудников  вербуют из исследователей в министерстве, в основном из области контрразведки (в которой есть собственная пятилетняя карьерная академия). Также вербуют обычных студентов колледжей, которых набирают примерно на втором году обучения по их программам. Эти студенты в основном изучают языки, историю, коммуникации и социологию. После получения диплома они проходят несколько месяцев официальной разведывательной подготовки, а через год или около того получают звание лейтенанта.

## История
КГБ помогал в организации кубинской ДИ, в частности, тем, что обучал будущих офицеров этой спецслужбы.
На протяжении всей своей истории принимает активное участие в оказании помощи левым движениям, в первую очередь в Латинской Америке, Африке и Ближнем Востоке.
Общее число людей, работающих на DI, составляет около 15,000.